# Premiile Saturn din 1973
Prima ediție a premiilor Saturn a avut loc 18 mai 1973. Premiile au fost acordate de Academy of Science Fiction, Fantasy and Horror Films celor mai bune producții de cinematografie și televiziune din domeniul science-fiction, fantasy și horror lansate în anul 1972. Au existat doar două categorii, cel mai bun film științifico-fantastic și cel mai bun film de groază.
Mai jos este o listă completă a nominalizaților și a câștigătorilor. Câștigătorii sunt evidențiați cu caractere aldine. 

## Cel mai bun film științifico-fantastic
- Abatorul cinci (Slaughterhouse-Five)

## Cel mai bun film de groază
- Blacula